# Šibošnica
Šibošnica je naseljeno mjesto u sastavu općine Čelić, Federacija Bosne i Hercegovine, BiH.

## Stanovništvo
| Šibošnica          |              |
| godina popisa      | 1991.        |
| Muslimani          | 184 (62,60%) |
| Hrvati             | 5 (1,71%)    |
| Srbi               | 97 (32,99%)  |
| Jugoslaveni        | 4 (1,35%)    |
| ostali i nepoznato | 4 (1,35%)    |
| ukupno             | 294          |